# 浜益川
浜益川（はまますがわ）は、北海道石狩市浜益区を流れる二級河川である。

## 流域
浜益区御料地付近の増毛山地に源を発し、国道451号に沿って流れる。谷間には水田が多く、広葉樹林が繁茂する。下流域はたびたび洪水を起こし浸水被害が問題となったため、護岸工事が行われ流路が直線化されている。道管理の二級河川指定区間は14.0kmである。
9月から10月にかけて、かなり遡上するサケに関して「浜益川サケ有効利用調査」が実施され、原則禁止のサケ捕獲を、市民の手でなされるイベントが実施される。

## 支流
- 新田川 - 二級河川（道管理区間4.7km）
- 吉岡沢川 - 二級河川（道管理区間1.0km）
- 於札内川
- 逆川
- 兼平沢川
- 黄金沢川
- 滝の沢川
- 盤の沢川
- カバの沢川
- 泥川

## 主な橋
- 実田橋（国道451号）
- 新於札内橋（国道451号）
- 実田浜中橋（国道451号）
- 浜益橋（国道231号）